# Taco hej (me Gusta)
Taco hej (me Gusta) är en låt av den finlandssvenska gruppen Kaj som utgavs 4 augusti 2016. Den finns med på albumet Kom ti byin från samma år. Låtens tema är parförhållanden och fenomenet fredagsmys med tex-mex. Gruppen beskriver musiken som latinopop. Musikvideon nådde över 40 000 visningar på Youtube under det första dygnet.

## Historik
Idén till låten föddes efter en tacomiddag till tonerna av flamenco hemma hos Jakob Norrgård, hans fästmö tyckte att Kaj borde göra en låt med latinska rytmer. Ytterligare inspiration väcktes efter att Axel Åhman förevisat en uppsättning plastkärl, gjorda enkom för tacos och tortillas, som han fått av sin svärmor. Låten stod färdig i februari 2016 men de valde att hålla på den tills det fanns tid att spela in en musikvideo. På dragspel medverkar Bo Lund, han återkom på dragspel i Kajs "Bara bada bastu" från 2025.
När Vasabladets kulturchef Patrik Back listade Kajs bästa låtar inför deras deltagande i Melodifestivalen 2025 placerade han "Taco hej" på andra plats (efter "Pa to ta na kako?").

## Musikvideo
Musikvideon är en inspelning i en tagning där gruppens tre medlemmar rör sig framåt längs en landsväg. Totalt gjordes sex tagningar av vilka den femte lyckades bäst. Videon filmades på den för ändamålet avstängda Rejpeltvägen i Vörå natten 22–23 juli 2016. Inspelningen föregicks av fyra månaders förarbete. Den är producerad av bolaget Eva Lingon som består av regissör Tage Rönnqvist och fotograf Rasmus Tåg, de har tidigare producerat videon till gruppens singel "Pa to ta na kako?" från 2015.
Låttexten till "Taco hej" kretsar kring ett humoristiskt och kärleksfullt porträtt av en klassisk fredagsmyskväll med tacos. Berättaren beskriver hur höstmörker och kyla utanför fönstret skapar en kontrast till värmen inomhus, där en stund av gemenskap och matlagning tillsammans med sin partner väntar. Fokus ligger på förberedelserna inför kvällen – att hacka grönsaker, duka fram ingredienser och mikra wraps – med starka känslor knutna till både maten och relationen.
Måltiden utgör en symbol för närhet och romantik, där uttryck som "mi corazón" (mitt hjärta) och "senorita" används för att förstärka den spanska texmex-känslan. Texten bjuder även på självironi och absurditet, bland annat genom att huvudpersonen trots allergi inte kan säga nej till guacamole, samt i Gu$tas vers där vardagsmys ställs mot uppmaningen att lämna soffan för fiesta.
Sammantaget är låten en satirisk hyllning till fredagsmyskulturen och tacos som socialt fenomen.

## Dialektala särdrag
Liksom de flesta verk av gruppen Kaj präglas också Taco hej av dialektala särdrag. De analyseras i Språkbruk (en populärvetenskaplig webbtidskrift om språk utgiven av Institutet för de inhemska språken) av Martin Persson, doktorand i nordiska språk vid Stockholms universitet:
- Vikingatida diftonger: å ja veit va do vill (’och jag vet vad du vill’), Tå do skivar å hackar å gör dina trix / e do heitari än tacomix (’Då du skivar och hackar och gör dina trick är du hetare än tacomix’)
- Övriga primära diftonger: Sitter do å pöiser på dagan? (’Sitter du och pöser på dagarna?’)
- S.k. brytning av verb (ett extra 'j' i början): Ja e je tacokväll vi jetär nachos (’Ja, det är tacokväll, vi äter nachos’)
- Infinitiv av verbet 'varda' (bliva), liksom ty. 'werden': Ni vejt tå e böri var kolit tär ut (’Ni vet då det börjar bli kulet där ute’)
- Svaga femininer: ruton, handilsliston, såffon, våfflon

## Bildgalleri

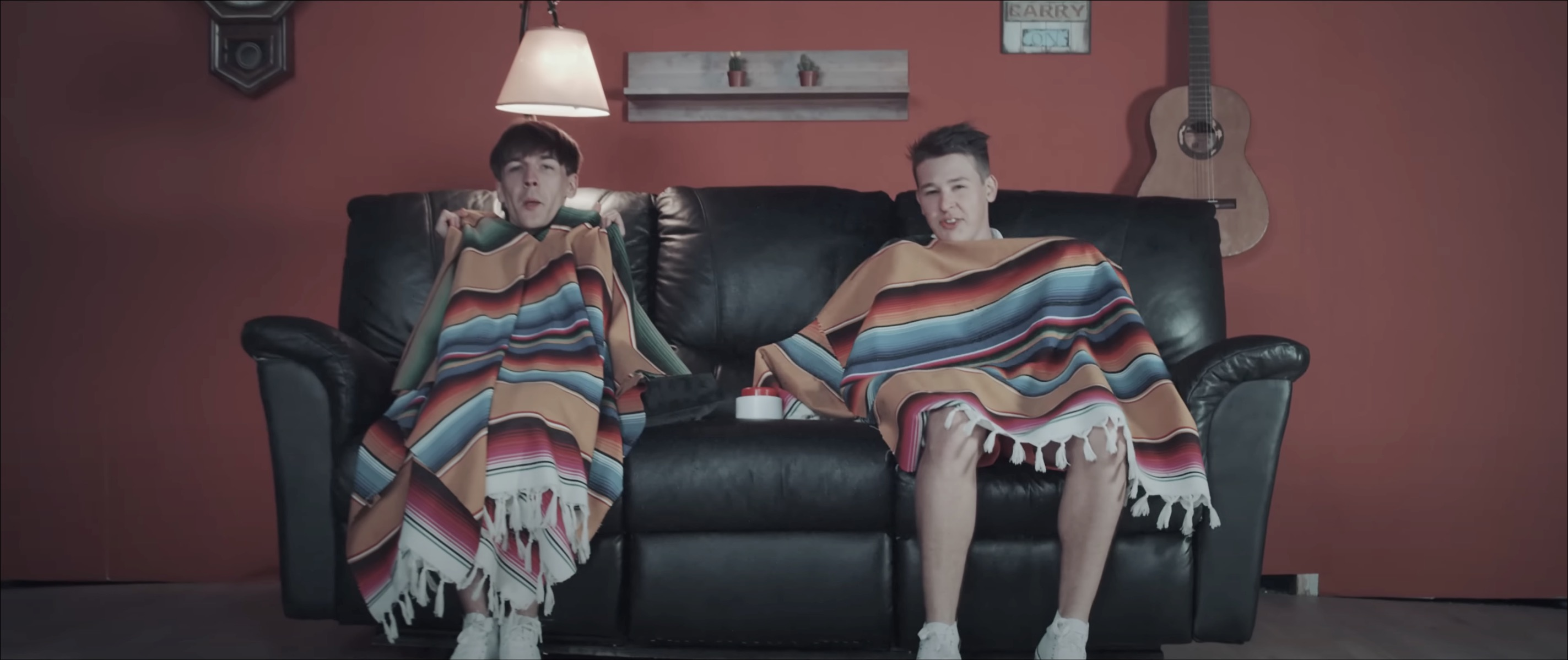
e böri var kolit tär ut
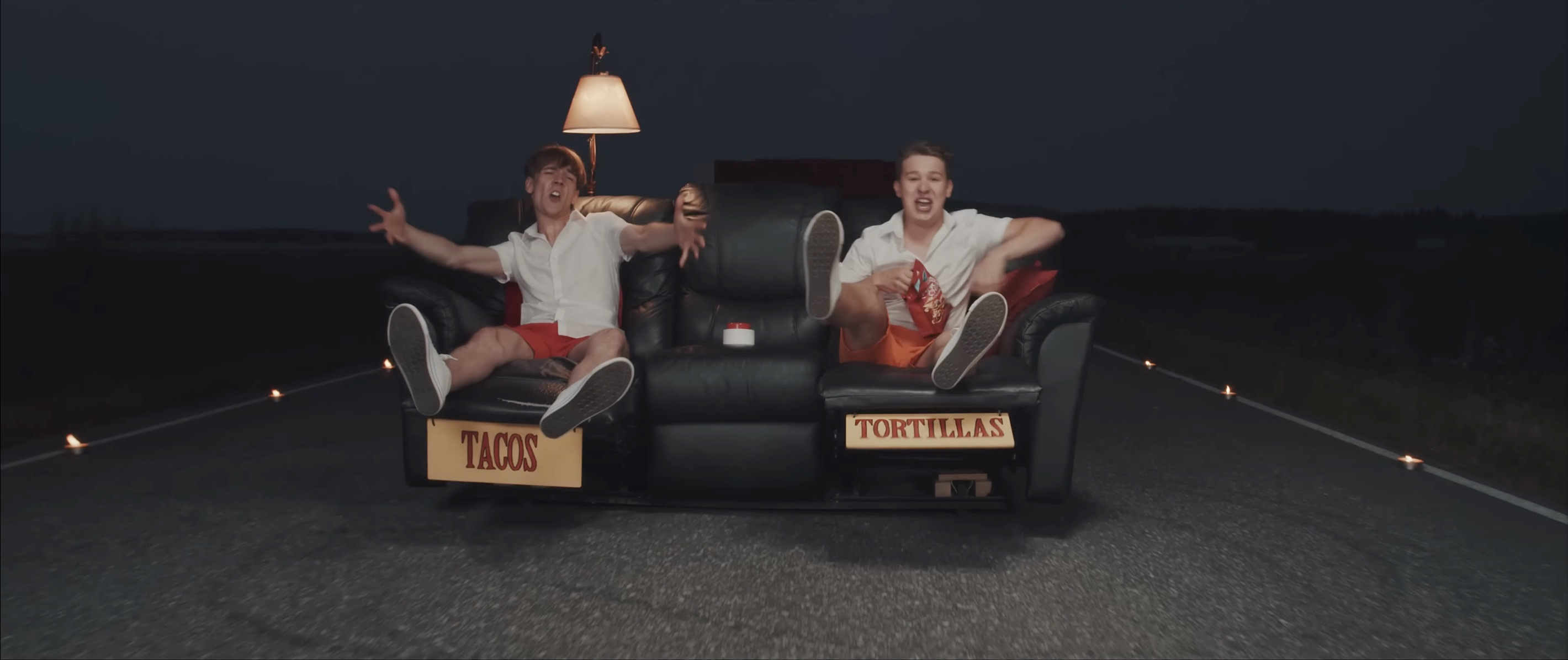
tacos och tortillas
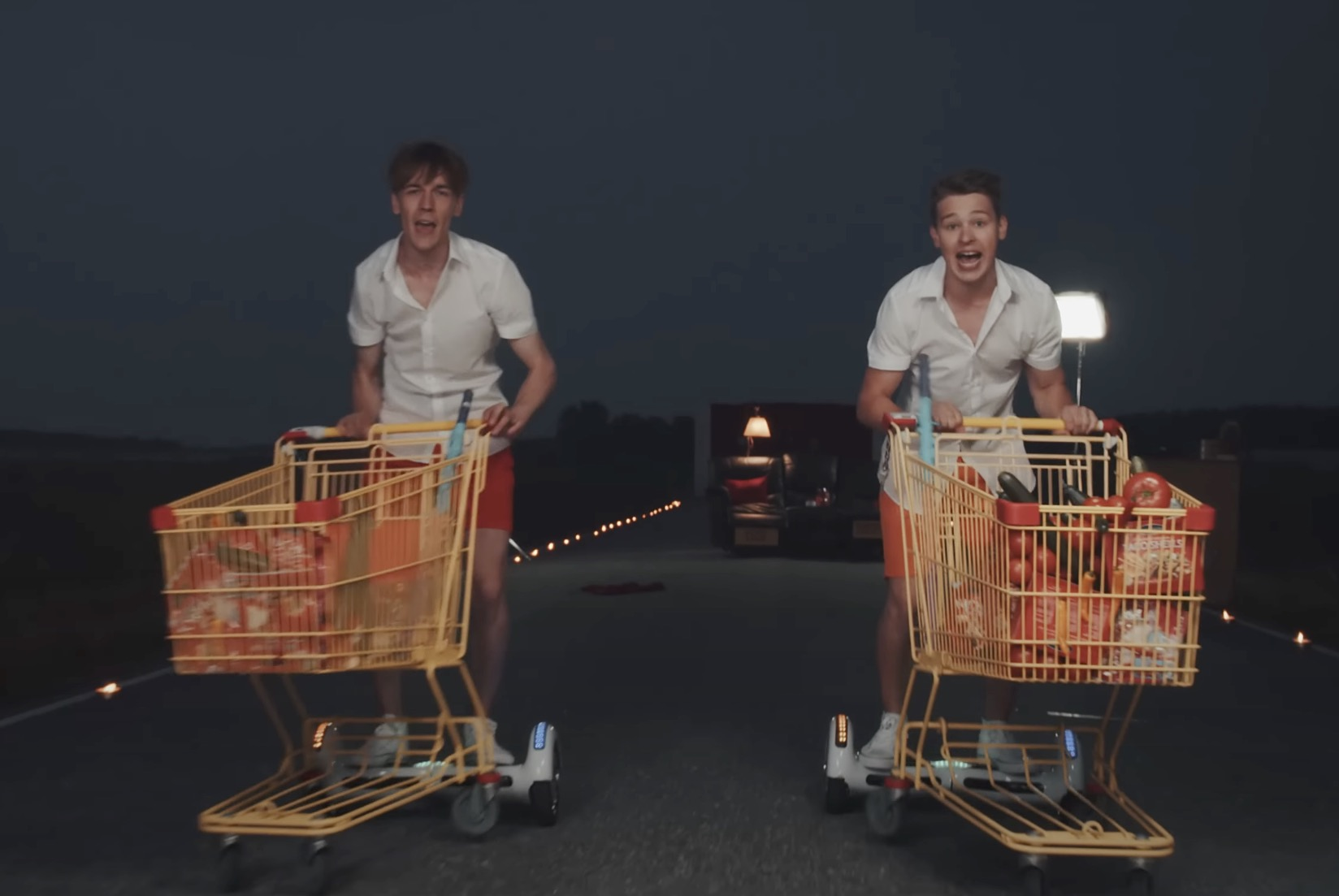
handilsliston
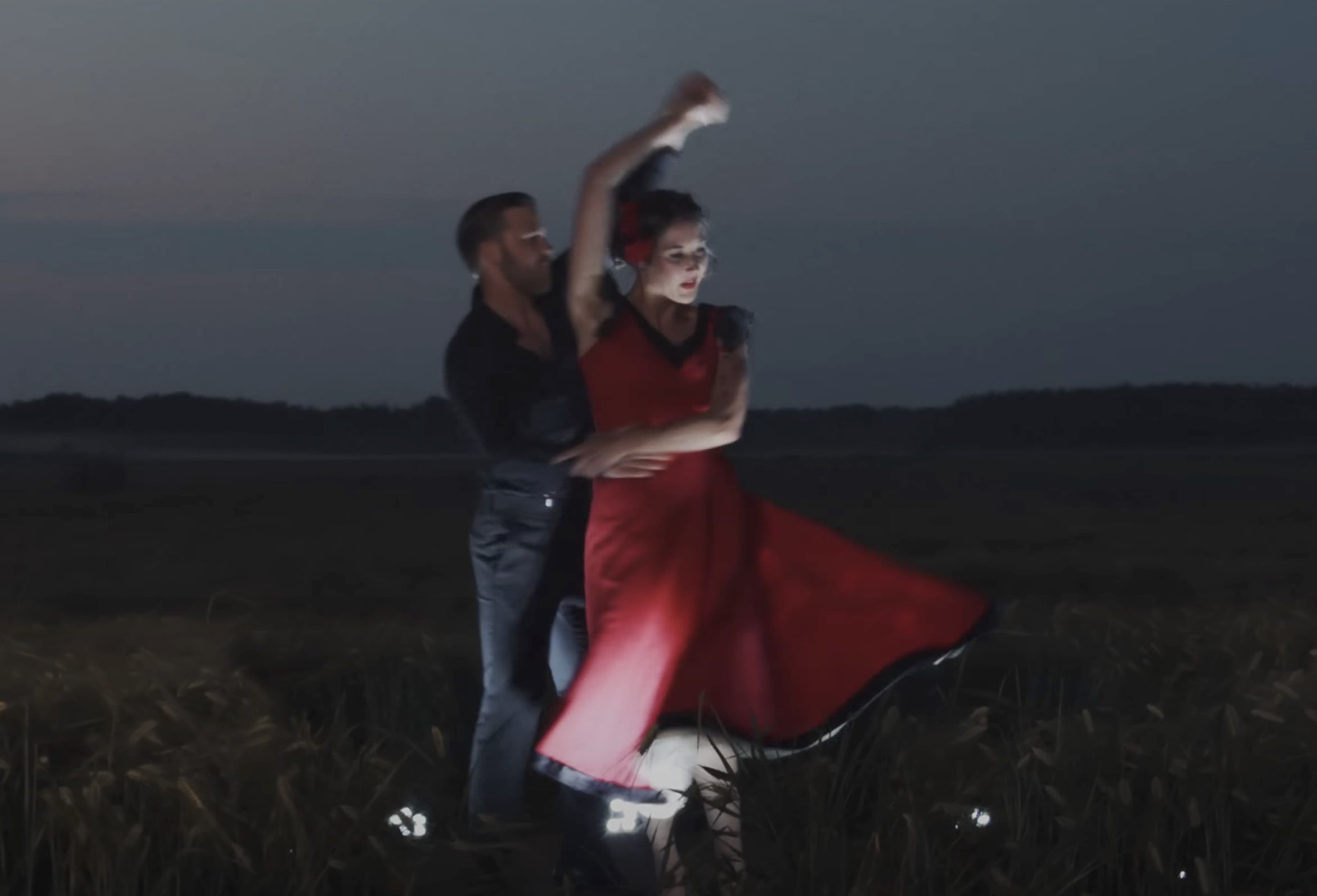
ja å min senorita
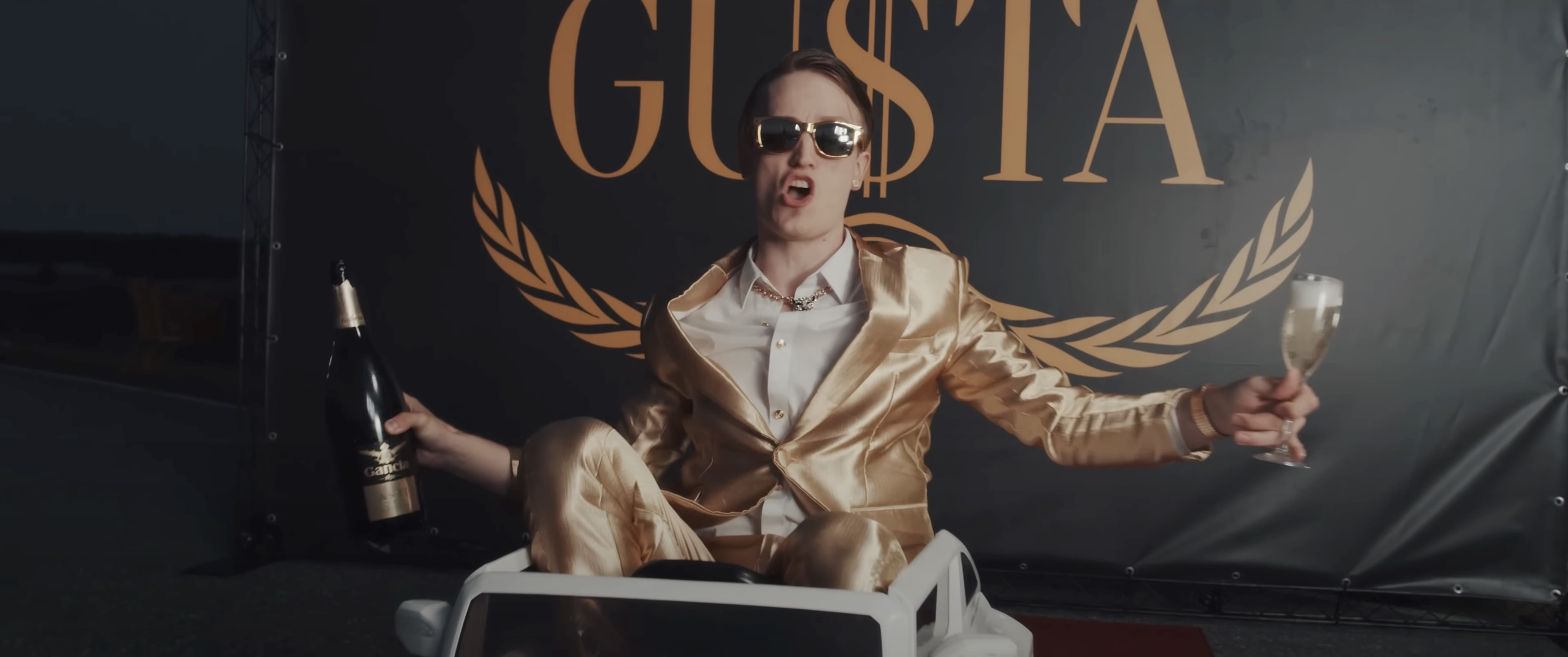
fiesta la me GU$TA!
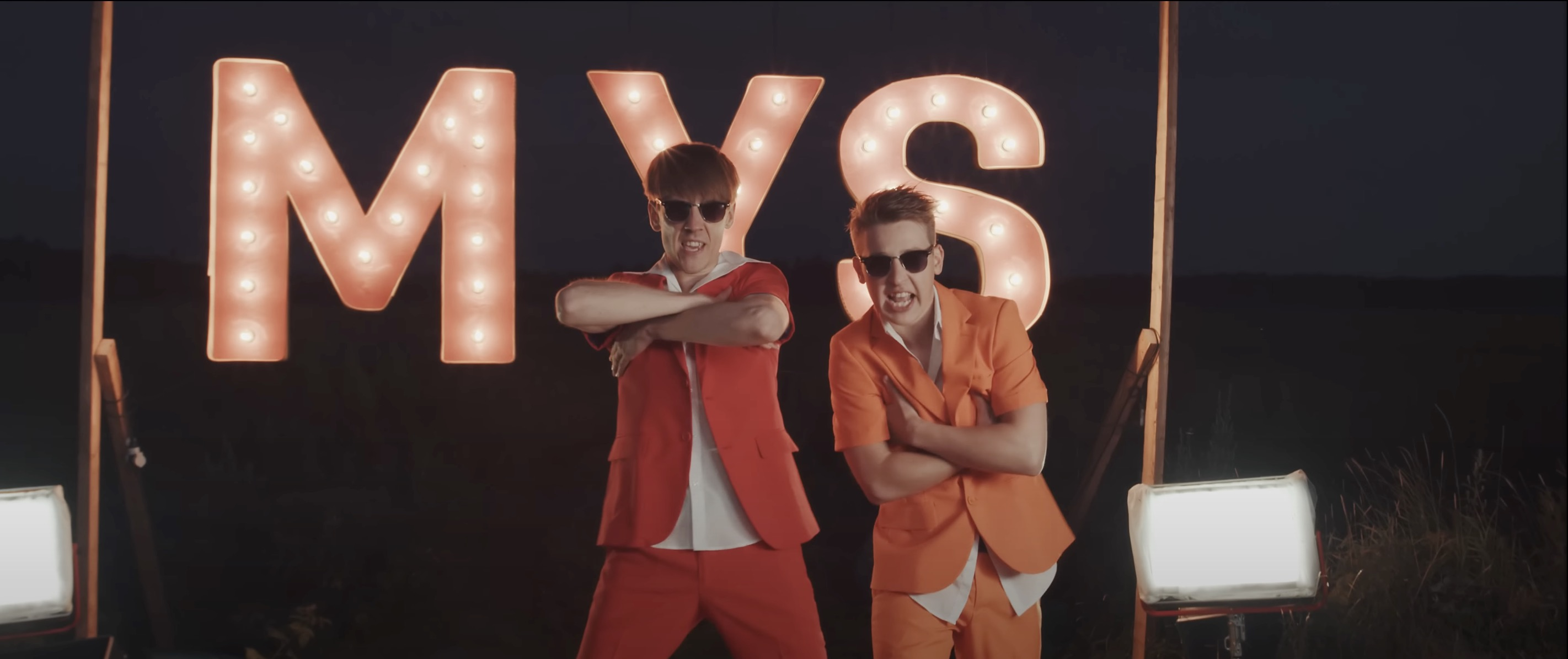
myskväll me mi corazón
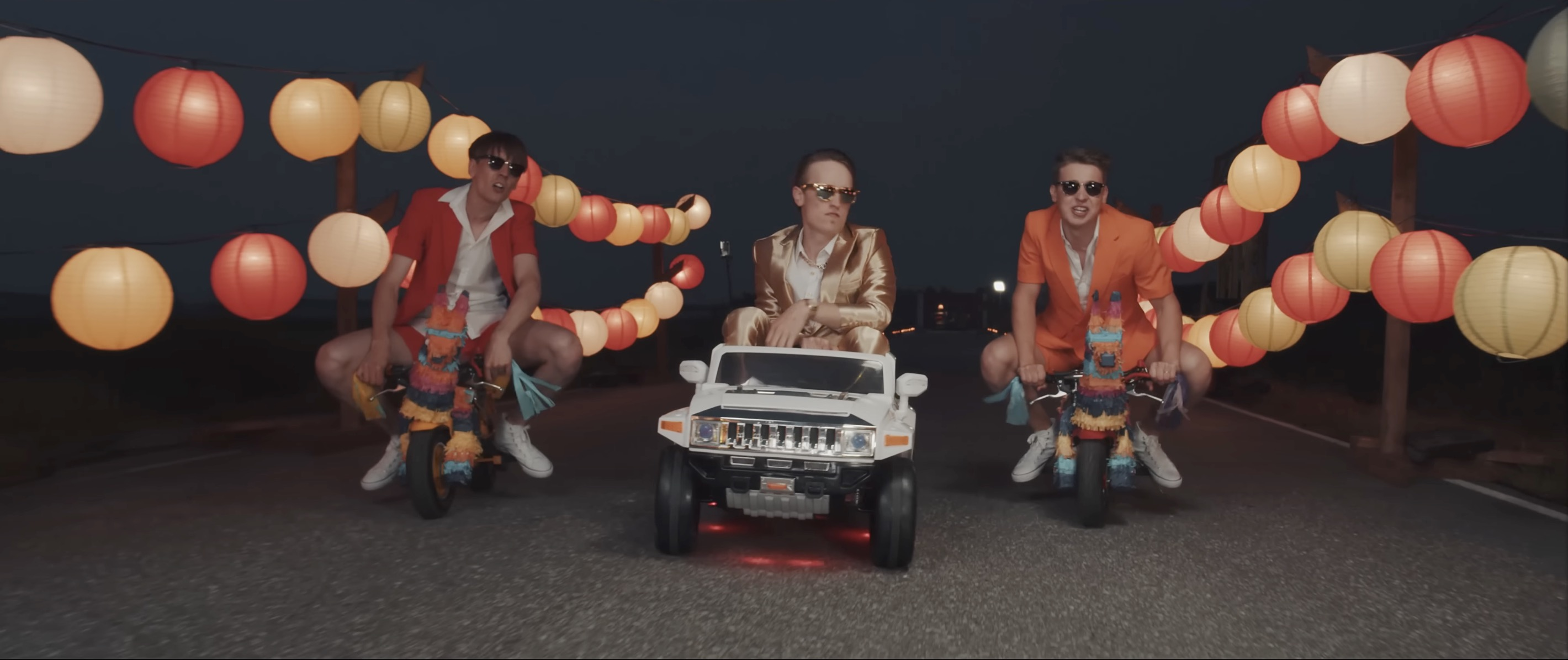
vi jetär nachos
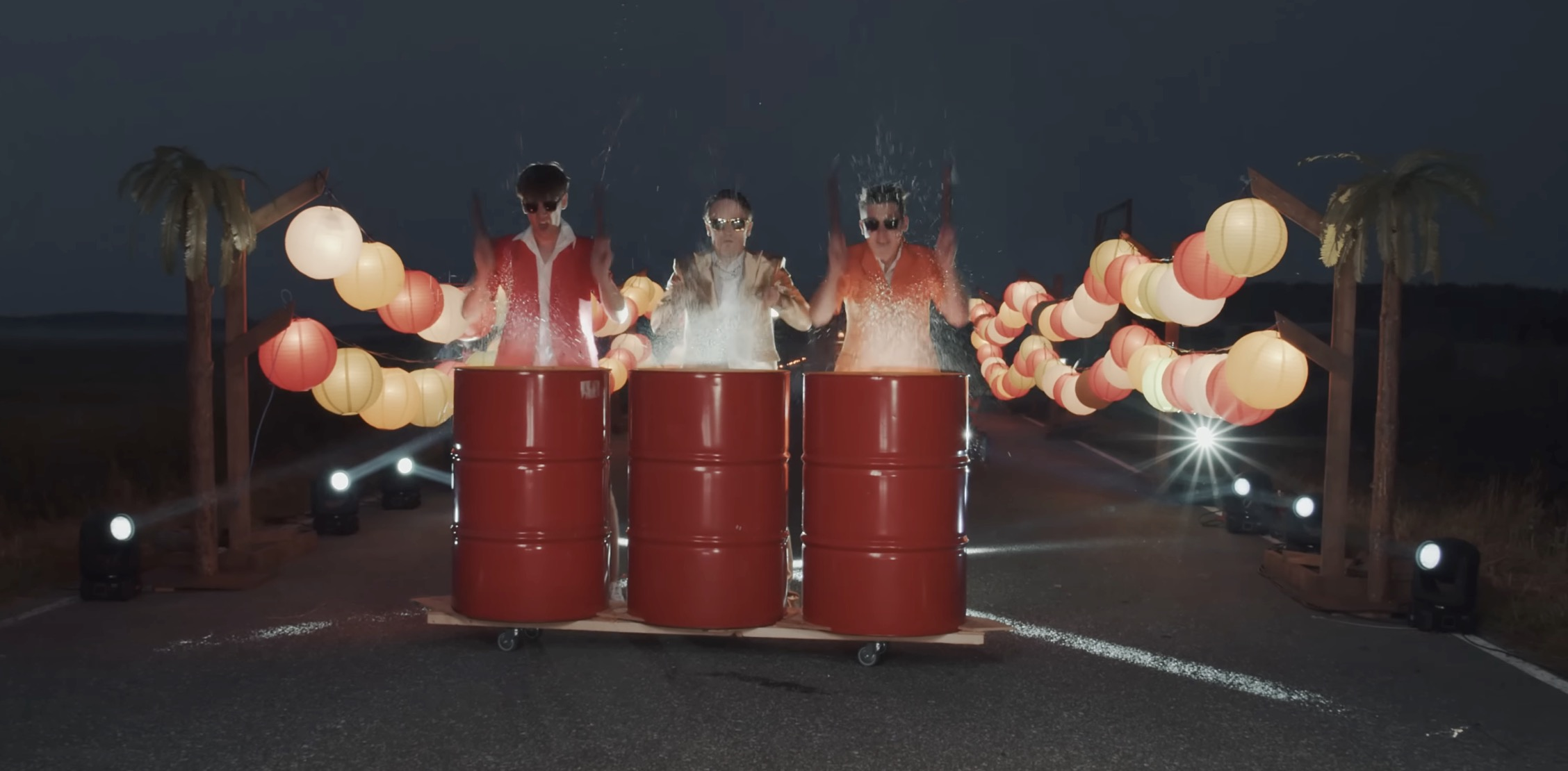
TACO... HEJ